# Jammu i Kashmir
Jammu i Kashmir (urdu: جموں و کشمیر, dogri i hindi: जम्मू और कश्मीर, kašmirski: जोम त कशीर, ladakhi: ཇ་མུ་དང་ཀ་ཤི་མིར།) je indijska savezna država na krajnjem sjeveru zemlje.
Jammu i Kashmir graniči sa saveznim državama Punjab i Himachal Pradesh na jugu, dok na istoku graniči s Kinom, a granica s pakistanskim pokrajinama Azad Kashmirom na zapadu i Gilgit-Baltistanom na sjeveru je sporna još od podjele Indije i Pakistana 1947. god. (Kašmirski sukob). Država ima 12.548.926 stanovnika i prostire se na 222.236 km2. 
Jammu i Kashmir čine tri regije: Jammu, Kašmirska dolina i Ladakh. Glavni grad države ljeti je Srinagar, a zimi Jammu. Dok je Kašmirska dolina poznata po svom slikovitom planinskom krajoliku, Jammu je slavan po brojnim svetištima koja privlače tisuće hinduističkih hodočasnika svake godine. Ladakh, poznat i kao „Mali Tibet”, je cijenjen zbog nedirnute planinske ljepote i budističke kulture koja ovdje postoji od 2. stoljeća.

## Vanjske poveznice
- Heritage of Kashmir - Official Website of Indian National Trust for Art and Cultural Heritage Jammu & Kashmir Chapter  Arhivirana inačica izvorne stranice od 7. prosinca 2021. (Wayback Machine)
- Kashmir Pictures Gallery
- Kashmir Herald